# Xenostega segmentaria
Xenostega segmentaria là một loài bướm đêm trong họ Geometridae.